# Stronzioborite
La stronzioborite è un minerale.